# Baliesthoides guttipennis
Baliesthoides guttipennis är en skalbaggsart som beskrevs av Stefan von Breuning 1958. Baliesthoides guttipennis ingår i släktet Baliesthoides och familjen långhorningar. Inga underarter finns listade.